# Vanessa Williams
Vanessa Lynn Williams (Tarrytown, 18 de março de 1963) é uma cantora, dançarina, modelo e atriz norte-americana. Ficou famosa em 1983, por ter sido a primeira afro-americana a ser coroada Miss América 1984. É mais conhecida por interpretar a vilã Wilhelmina Slater na série Ugly Betty (2006–2010) e Renée Perry, na série Desperate Housewives (2010–2012).
Na música, ela lançou seu primeiro álbum de estúdio The Right Stuff (1998), cujo single título teve sucesso moderado, assim como "Dreamin'", que atingiu o pico de número 8 nos Estados Unidos. Com seus discos seguintes, The Comfort Zone (1991) e The Sweetest Days (1994), ela viu sucesso comercial contínuo e recebeu várias indicações ao Grammy Award, incluindo sua canção número um e de assinatura, "Save the Best for Last", que ela apresentou ao vivo nas cerimônias do Grammy Awards de 1993. Seus álbuns de estúdio posteriores incluem Everlasting Love (2005) e The Real Thing (2009).

## Biografia

### Infância e Formação
Vanessa Lynn Williams nasceu em Tarrytown, Nova York, filha dos professores de música, Helen e Milton Augustine Williams Jr. (1935–2006). Ela e seu irmão mais novo Chris, que também é ator, cresceram na área suburbana de classe-média predominantemente branca do Condado de Westchester, Nova York. Seu tataravô paterno foi William A. Fields, o primeiro legislador afro-americano na Câmara dos Representantes do Tennessee. Ela tem ascendência portuguesa.
Quando criança, Vanessa estudou dança clássica e jazz, trompa, piano e violino, mas sempre teve mais interesse em cantar. Williams foi criada como católica, e foi batizado na Igreja Nossa Senhora da Graça, no Bronx. Sua mãe tocava órgão na Igreja, em casamentos e missas, e Williams costumava ajudar sua mãe virando as páginas das partituras. Ela revelou que aos 10 anos foi abusada sexualmente pela filha de uma amiga da sua família que tinha 18 anos.
Em 1981, por ter recebido uma bolsa de estudo, começou a cursar Artes Cênicas na Universidade de Syracuse, em Nova York. Em 1983, trancou a faculdade para poder atender seus compromissos como Miss America e, mais tarde, largou os estudos de vez, passando a se dedicar exclusivamente à sua carreira no entretenimento.

### Miss América
Vanessa foi a primeira afro-americana a receber o título de Miss América 1984, em 17 de setembro de 1983. Várias semanas antes do começo de seu reinado, no entanto, surgiu um escândalo quando a revista Penthouse comprou e publicou fotos de nudez não autorizadas dela, o que fez ela ser pressionada a abrir mão de seu título. 32 anos depois, em setembro de 2015, quando Williams atuou como jurada principal do concurso Miss América 2016, o ex-CEO do Miss América, Sam Haskell, fez um pedido público de desculpas a ela pelos eventos de 1983.

### 1984-1989
Após o Miss América, Vanessa investiu na música e na atuação. Sua primeira aparição na televisão como atriz foi em 1984, em um episódio de Partners in Crime. Seguiu fazendo por participações em vários programas populares da época, e estreou no teatro na produção de 1985, One Man Band. Em 1987, fez sua estreia nos cinemas, com o filme O Rei da Paquera, seguido de Dupla Mortífera. Em 1988, Williams lançou seu primeiro álbum, The Right Stuff. Seus três singles  "The Right Stuff" e "He's Got the Look" e "Dreamin'", obtiveram bons resultados na parada Hot R&B/Hip-Hop Songs da Billboard. O álbum foi certificado com disco de ouro nos EUA, e lhe rendeu um NAACP Image Awards, e três indicações ao Grammy, incluindo a de Artista Revelação.

### 1990-1999
Seu segundo álbum, The Comfort Zone, lançado em 20 de agosto de 1991, alcançou a 17ª posição na Billboard 200, e se tornou o mais bem sucedido de sua carreira musical. O primeiro single "Running Back to You" alcançou o top 20 no Billboard Hot 100, e a primeira posição da parada Hot R&B/Hip-Hop Songs. Outros singles lançados foram, "The Comfort Zone", "Just for Tonight", "Work to Do" um cover dos The Isley Brothers. O single de maior sucesso do álbum, bem como o maior de sua carreira, foi o "Save the Best for Last", que alcançou o primeiro lugar na Billboard Hot 100, onde permaneceu por cinco semanas. Também conquistou o primeiro lugar na Austrália, Holanda e Canadá, e ficou no top 5 do Japão, Irlanda e Reino Unido. O álbum vendeu 3 milhões de cópias nos EUA, e foi certificado como tripla platina pela RIAA. Também conseguiu ouro no Canadá e no Japão pela RIAJ. Vanessa cantou a música durante o Grammy de 1993, e estava grávida de oito meses. Na mesma cerimônia ela recebeu cinco indicações, sendo elas a de Melhor Performance Vocal R&B Feminina por "Runnin' Back to You"; Melhor Performance Vocal Pop Feminina, Gravação e Canção do Ano por "Save the Best for Last" e Melhor Performance Vocal R&B Feminina por "The Comfort Zone". Ainda em 1992, participou da minissérie The Jacksons: An American Dream, que contou a história da família Jackson, e também participou de um episódio da série Um Maluco no Pedaço.
Ainda em 1993, foi lançado o single "Love Is", um dueto com o cantor Brian McKnight, feito para a trilha sonora da série Beverly Hills, 90210. A música alcançou a 3ª posição na Billboard Hot 100, se tornando seu segundo maior sucesso, e o primeiro de Brian. Também alcançou o topo na parada Billboard Adult Contemporary, onde passou três semanas.
Seu terceiro álbum The Sweetest Days, foi lançado em 1994 e ela experimentou outros estilos de música que incluíam jazz, hip hop, rock e ritmos latinos, como nas faixas "Betcha Never" e "You Can't Run", ambas escritas e produzidas por Babyface. O álbum foi certificado como platina nos EUA pela RIAA, e lhe rendeu duas indicações ao Grammy. Ainda em 1994, substituiu Chita Rivera como Aurora, na produção da Broadway de Kiss of the Spider Woman.
Em 1995, Williams estrelou como Rose Alvarez em uma adaptação televisiva do musical da Broadway de 1963, Bye Bye Birdie. No mesmo ano, lançou a versão radiofônica da premiada "Colors of the Wind", tema do filme de animação da Disney Pocahontas, que se tornou um sucesso, e chegou a 4ª posição na Billboard Hot 100. A canção ganhou o Oscar de Melhor Canção Original, o Grammy de Melhor Canção Escrita para um Filme, o Globo de Ouro de Melhor Canção Original, e foi certificada com disco de ouro, e também foi incluída no relançamento de seu terceiro álbum, The Sweetest Days.
Em 1996, Vanessa cantou o hino norte-americano no Super Bowl XXX. No mesmo ano, co-estrelou com Arnold Schwarzenegger o filme Eraser, e lançou seu primeiro álbum natalino Star Bright. Em 1997, recebeu o prêmio NAACP Image de Melhor Atriz em Filme por sua interpretação no longa Soul Food. Também lançou seu novo álbum Next. Em 1998, lançou sua primeira coletânea de sucessos Greatest Hits: The First Ten Years. Também estrelou o filme Dance with Me, ao lado do cantor porto-riquenho, Chayanne e se apresentou no Saturday Night Live, ao lado do tenor italiano Luciano Pavarotti.
Ela também foi a primeira porta-voz afro-americana dos cosméticos L'Oréal, durante a década de 1990.

### 2000-2010
Em 2000, participou do filme Shaft, com Samuel L. Jackson. Em 13 de dezembro do mesmo ano, estrelou o telefilme natalino A Diva's Christmas Carol, do canal VH1, que conta a história de uma cantora famosa movida pelo ego, que é confrontada por três espíritos natalinos.
Em 2002, retornou a Broadway para mais uma produção, dessa vez Into the Woods, de Stephen Sondheim, pela qual foi indicada ao Tony Award e ao Drama Desk Award por sua atuação como a Bruxa. Em 2004, lançou seu segundo álbum natalino, Silver & Gold, e estrelou a comédia As Férias da Familia Johnson. Em 2005, lançou o álbum Everlasting Love.
Em 2006, recebeu atenção por seu papel como a vilã Wilhelmina Slater, na série de comédia do canal ABC Ugly Betty. Sua atuação na série foi aclamada pela critica, e resultou em três indicações de Melhor Atriz Coadjuvante no Primetime Emmy Awards, 2006, 2008 e 2009. Em 2009, lançou mais um álbum The Real Thing. Também participou do filme da Disney Hannah Montana: The Movie, como Vita, a empresária de Hannah.
Em 2010, Vanessa estrelou um novo musical, intitulado Sondheim on Sondheim, de 19 de março a 13 de junho no Studio 54, em Nova York. No mesmo ano, se juntou ao elenco da série Desperate Housewives, onde ela interpretou Renee Perry, uma antiga "inimiga" universitária de Lynette Scavo (Felicity Huffman).

### 2011-2019
Entre 2012 e 2013, estrelou a série 666 Park Avenue, como Olivia Doran. Em 2016, se juntou ao elenco de The Librarians, como a vilã General Rockwell. No mesmo ano, Williams lançou sua própria linha de roupas, V. by Vanessa Williams, para EVINE Live. Ela também estrelou como Maxine na série do canal VH1 Daytime Divas, durante sua única temporada em 2017. Em 2018, Williams retornou como porta-voz da L'Oréal como parte da campanha 'Idade perfeita', ao lado das embaixadoras Helen Mirren, Julianne Moore e Jane Fonda.

### 2020-atualmente
Em 2020, Williams foi a vencedora do segundo episódio de RuPaul's Secret Celebrity Drag Race, e doou seu prêmio de 20.000 dólares para a instituição de caridade LGBT The Trevor Project.

## Vida Pessoal
Vanessa e sua mãe Helen escreveram juntas um livro de memórias intitulado You Have No Idea, publicado em abril de 2012. No livro, Williams discute sua infância, ascensão à fama e lutas pessoais (incluindo revelou viver com a diabetes tipo 1), e também o fato de que ela foi molestada sexualmente por uma mulher quando tinha dez anos. Ela também falou abertamente sobre ter feito um aborto enquanto estava no ensino médio.
Ela foi casada três vezes. Em 1987, se casou com Ramon Hervey II, um especialista em relações públicas. Eles tiveram três filhos, Melanie, Jillian e Devin, e se divorciaram em 1997. Em 1999, se casou com o jogador de basquete da NBA Rick Fox. Eles tiveram uma filha, Sasha Gabriella Fox,  e se divorciaram 2004. Em 2015, ela se casou com Jim Skrip, um empresário de Buffalo, Nova York.
Ela recebeu uma estrela na Calçada da Fama de Hollywood em 19 de março de 2007. Em 2008, vinte e cinco anos depois de desistir da faculdade para focar em sua carreira, Vanessa formou-se na Universidade de Syracuse. que concedeu a Williams o título de Bacharel em Belas Artes.

## Ativismo
Vanessa está envolvida em diversas causas humanitárias. Ela é defensora dos direitos LGBT e do casamento entre pessoas do mesmo sexo. Vanessa também é a fundadora do Feminists Improving Equal Rights in Communities Everywhere, ou FIERCE, organização feminista que tem o objetivo de ajudar mulheres em situação vulnerável, e também organizar marchas e eventos de empoderamento. Ela tem parceria com a Dress For Success, uma organização que fornece trajes profissionais para mulheres de baixa renda que procuram emprego. Também financia a Academia San Miguel, uma escola para jovens em risco em Newburgh.  E também financia pesquisas para a cura do câncer.

## Filmografia

### Cinema e Televisão
| 1984-1986 | The Love Boat                                   | Miss America/Pearl       | 2 episódios                                                       |  |  |
| 1987      | The Pick-Up Artist                              | Rae                      |                                                                   |  |  |
| 1988      | Under the Gun                                   | Samantha Richards        |                                                                   |  |  |
| 1990      | Perry Mason: The Case of the Silenced Singes    | Terri Knight             | Telefilme                                                         |  |  |
| 1990      | Seriously...Phil Collins                        | Rachel                   | Telefilme                                                         |  |  |
| 1991      | Another You                                     | Gloria                   |                                                                   |  |  |
| 1991      | Harley Davidson and the Marlboro Man            | Lulu Daniels             |                                                                   |  |  |
| 1992      | The Jackson's: An American Dream                | Suzanne de Passe         | Episódios: "Part I & II"                                          |  |  |
| 1992      | The Fresh Prince of Bel-air                     | Danny Mitchell           | Episódio: "A Funny Thing Happened on the Way Home from the Forum" |  |  |
| 1992      | Saturday Night Live                             | Ela Mesma                | Episódio: "Woody Harrelson/Vanessa Williams"                      |  |  |
| 1995      | Bye Bye Birdie                                  | Rose Alvarez             | Telefilme                                                         |  |  |
| 1996      | Eraser                                          | Lee Cu                   | Filme; Protagonista                                               |  |  |
| 1996      | Star Trek: Deep Space Nine                      | Arandis                  | Episódio: "Let He Who Is Without Sin..."                          |  |  |
| 1997      | Soul Food                                       | Teri Joseph              |                                                                   |  |  |
| 1997      | Hoodlum                                         | Francine Hughes          |                                                                   |  |  |
| 1998      | Dance With Me                                   | Ruby Sinclair            | Filme; Protagonista                                               |  |  |
| 1998      | Saturday Night Live                             | Ela Mesma                | Episódio: Alec Baldwin/Luciano Pavarotti e Vanessa Williams"      |  |  |
| 1999      | L.A. Doctors                                    | Dr. Leanne Barrows       | Série; Protagonista                                               |  |  |
| 2000      | Shaft                                           | Carmen vasquez           |                                                                   |  |  |
| 2000      | A Diva's Christmas Carol                        | Ebony Scrooge            | Telefilme; Protagonista                                           |  |  |
| 2002      | Ally McBeal                                     | Sheila Hunt              | Episódio: "Another One Bites the Dust"                            |  |  |
| 2002      | The Proud Family                                | Debra Williams           | Voz; Episódio: "Ain't Nothing Like the Real Thingy, Baby"         |  |  |
| 2004      | As Férias da Família Johnson                    | Dorothy Johnson          | Filme; Protagonista                                               |  |  |
| 2006-2010 | Ugly Betty                                      | Wilhelmina Slater        | Série;                                                            |  |  |
| 2007      | E! True Hollywood Story                         | Ela Mesma                | Documentário; Especial                                            |  |  |
| 2007      | And Then Came Love                              | Julie Davidson           |                                                                   |  |  |
| 2007      | My Brother                                      | L'Tisha Morton           |                                                                   |  |  |
| 2009      | Hannah Montana: O Filme                         | Vita                     |                                                                   |  |  |
| 2009      | Daytime Emmy Awards                             | Apresentadora            |                                                                   |  |  |
| 2010-2012 | Desperate Housewives                            | Renee Perry              | Série; Temporadas 7 e 8                                           |  |  |
| 2011      | RuPaul's Drag Race                              | Ela Mesma/Jurada         | Episódio: "The Queen Who Mopped X–mas"                            |  |  |
| 2012-2013 | 666 Park Avenue                                 | Olivia Doran             | Série; Protagonista                                               |  |  |
| 2012      | Phineas and Ferb                                | Aeromoça                 | Voz; Episódio: "Where's Perry? Part I"                            |  |  |
| 2013      | Temptation: Confessions of a Marriage Counselor | Janice                   | Filme                                                             |  |  |
| 2015      | Royal Pains                                     | Olympia Houston          | Recorrente (Temporada 7)                                          |  |  |
| 2015      | The Mindy Project                               | Dr. Philips              | Episódio: "Danny Castellano Is My Nutritionist"                   |  |  |
| 2015      | The Good Wife                                   | Courtney Paige           | Recorrente (Temporada 7)                                          |  |  |
| 2016      | Broad City                                      | Elizabeth Carlton        | Episódio: "Game Over"                                             |  |  |
| 2016-2017 | The Librarians                                  | General Cynthia Rockwell | Recorrente (Temporada 3)                                          |  |  |
| 2017      | Daytime Divas                                   | Maxine Robinson          | Série; Protagonista                                               |  |  |
| 2017      | Modern Family                                   | Rhonda                   | Episódio: "The Long Goodbye"                                      |  |  |
| 2018      | RuPaul's Drag Race: All Stars                   | Ela Mesma/Jurada         | Episódio: "Divas Lip Sync Live"                                   |  |  |
| 2018      | Suicide Squad: Hell to Pay                      | Amanda Waller            | Voz                                                               |  |  |
| 2019      | Batman: Hush                                    | Amanda Waller            | Voz                                                               |  |  |
| 2019      | Miss Virginia                                   | Sally Rae                | Filme                                                             |  |  |
| 2019      | Project Runway All Stars                        | Ela Mesma/Jurada         | Episódio: "Penneys From Heaven"                                   |  |  |
| 2020      | Bad Hair                                        | Zora                     | Filme                                                             |  |  |
| 2020      | RuPaul's Secrety Celebrity Drag Race            | Ela Mesma                | Competidora; Vencedora do 2º episódio                             |  |  |
| 2021-2023 | Queen of the Universe                           | Ela Mesma                | Jurada Principal                                                  |  |  |
| 2021      | Girls5eva                                       | Nancy Tracee             | Recorrente (Temporada 1)                                          |  |  |
| 2021      | Kenan                                           | Tasha Noble              | Episódio: "Hair Show"                                             |  |  |
| 2022      | Carpool Karaoke                                 | Ela Mesma                |                                                                   |  |  |
| 2023      | RuPaul's Drag Race                              | Ela Mesma                | Episódio: "Grand Finale"                                          |  |  |

## Discografia
- 1988 - The Right Stuff (EUA - 500.000)
- 1991 - The Comfort Zone (EUA - 3.000.000)
- 1994 - The Sweetest Days (EUA - 1.000.000)
- 1996 - Star Bright (EUA - 500.000)
- 1997 - Next (EUA - 200.000)
- 1998 - Greatest Hits: The First Ten Years
- 2004 - Silver & Gold (EUA - 100.000)
- 2005 - Everlasting Love (EUA - 60.000)
- 2009 - The Real Thing (EUA - 62.000)